# Небоскрёб Риеки
«Небоскрёб Риеки» (хорв. «Riječki neboder») или «Дворец Арбори», или отель «Riječki neboder» — 14-этажное здание города Риека, первое высотное здание города, постройка которого была завершена в 1939 году. Расположено на Ядранской (Адриатической) площади города Риека, Хорватия. После капитальной реконструкции 2007 года используется как отель «Риечки Небодёр» .

## Предшествующая ситуация

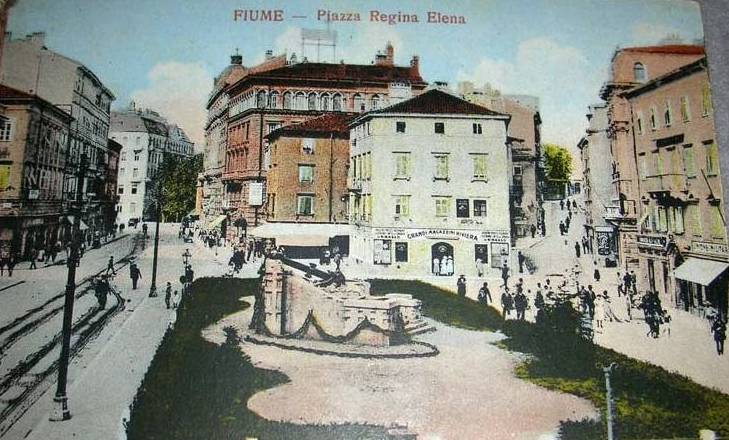
Площадь королевы Елены (сегодня Ядранска площадь) в городе Фиуме, сегодня Риека, в период между январём 1924 и июнем 1934 года, на месте Небоскрёба Риеки стоят два дома.

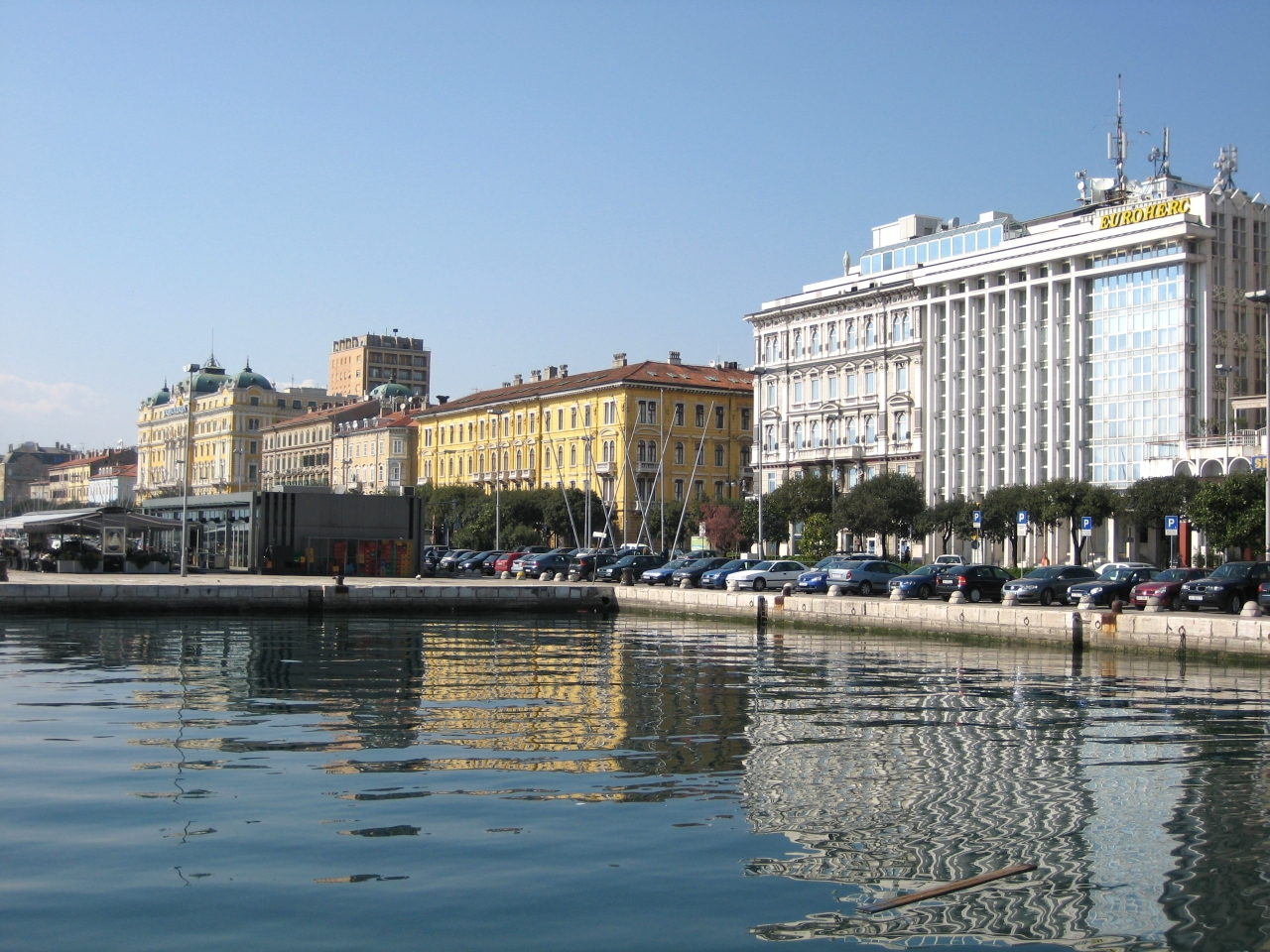
Вид на набережную у портовой гавани. Небоскрёб Риеки выше всех старых зданий и позади них.

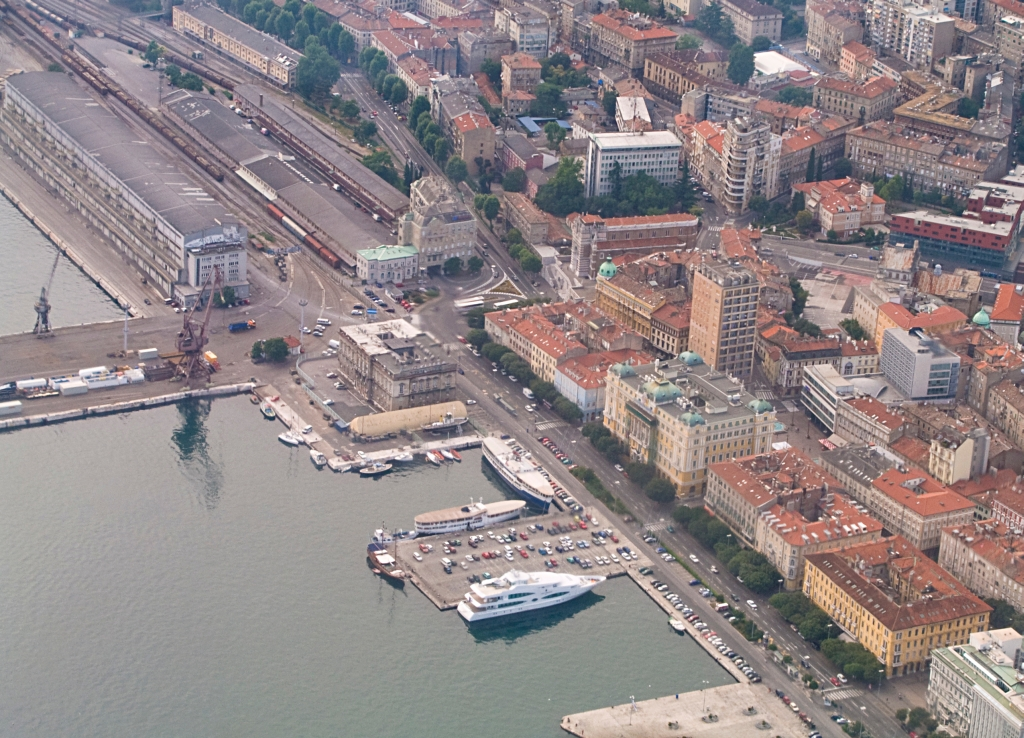
Небоскрёб Риеки с высоты самолёта

Строительству «Дворца Арбори» предшествовал снос двух старых домов в рамках центральным городской площади, — площади Королева Елена (сегодня Ядранская или Адриатическая площадь), что было также вызвано необходимостью решить проблему с движением транспорта в городе Риека.
Разрешение на строительство давали на основе довольно четких факторов, существующих строительных правил, которые позволяли строительство столь высоких объектов в центре города, и успех такого строительства высоток также подтверждали построенные ранее высокие здания, так называемые крепости "красавицы", возведенные в начале XX века на улице Корзо в Риеке, - это Дом Рошель (1906 год), сегодня «Каролина Риекская», и Дом Маттиаззи (1913 год), сегодня «Sport Herutz».

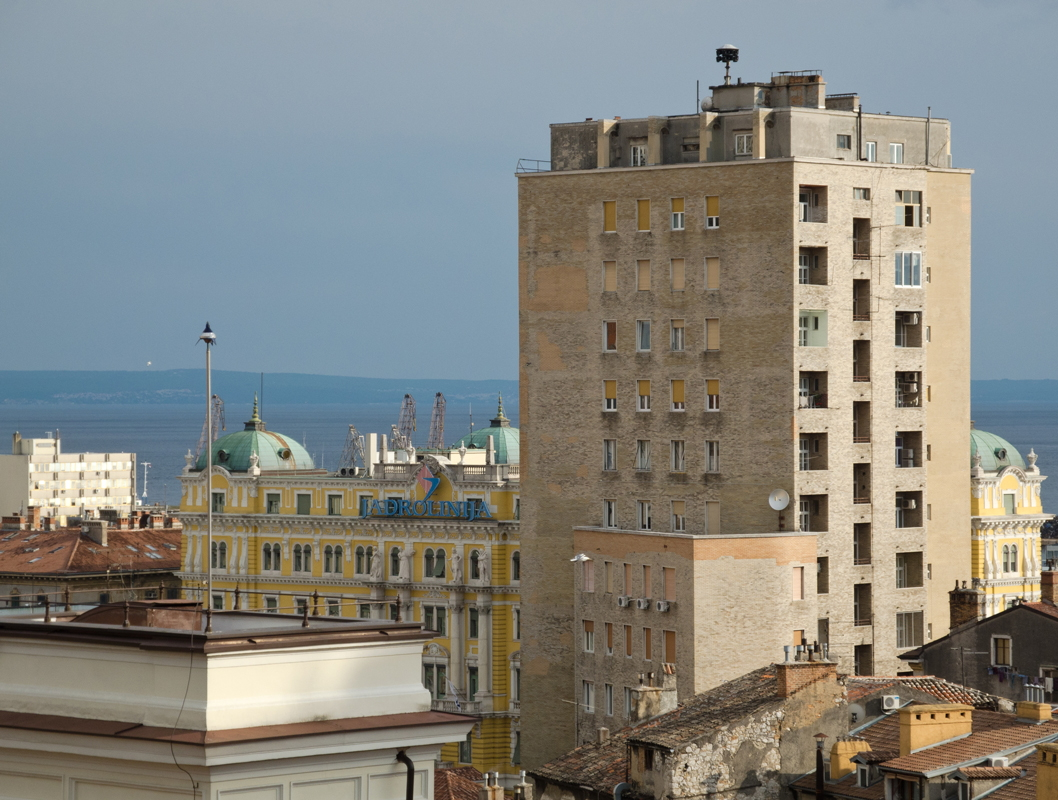
Небоскрёб Риеки и Дворец Адриа за ним.

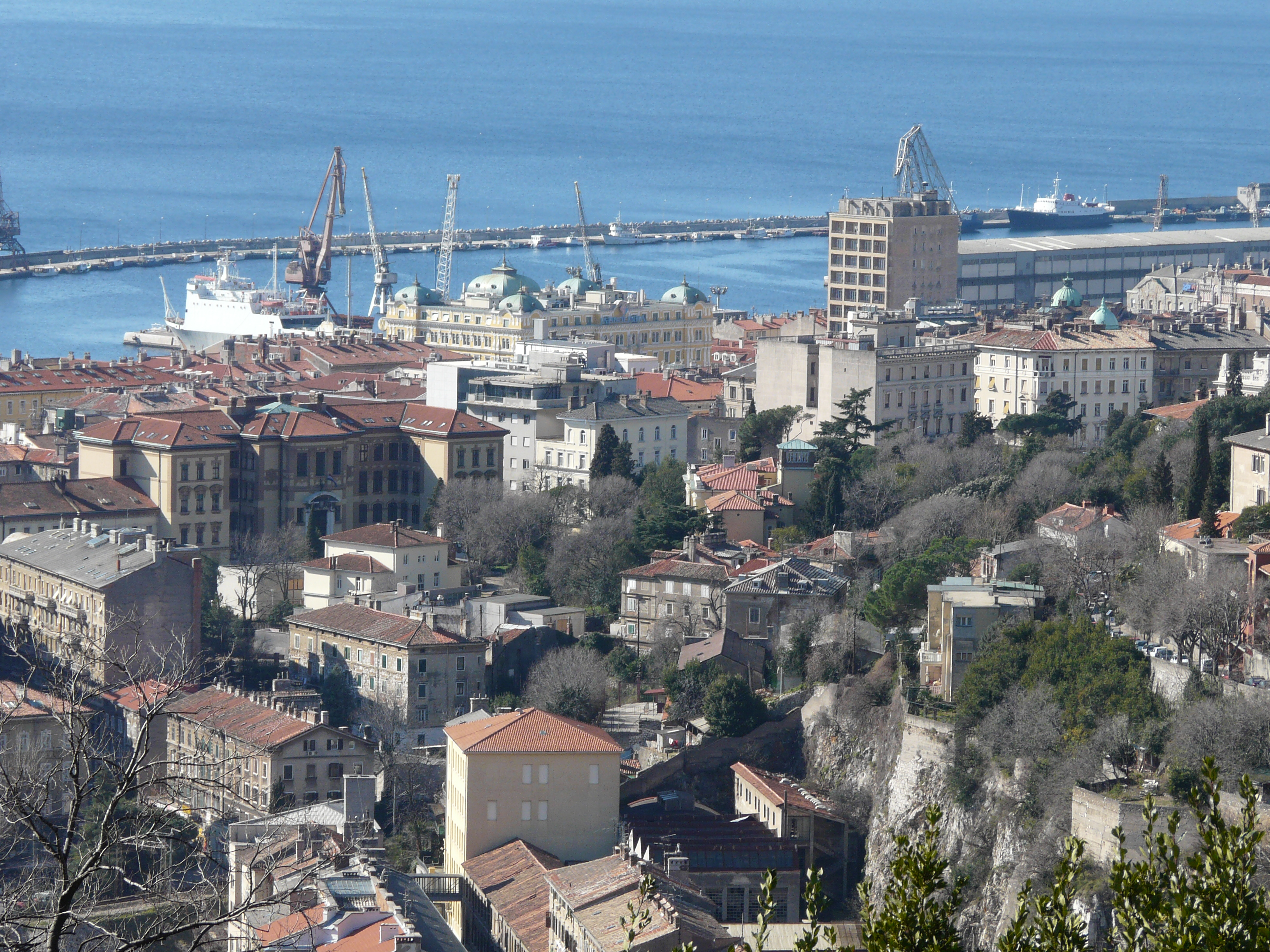
Вид с замка Трсата в сторону гавани порта Риека. Небоскрёб Риеки выделяется среди крыш старых зданий города.

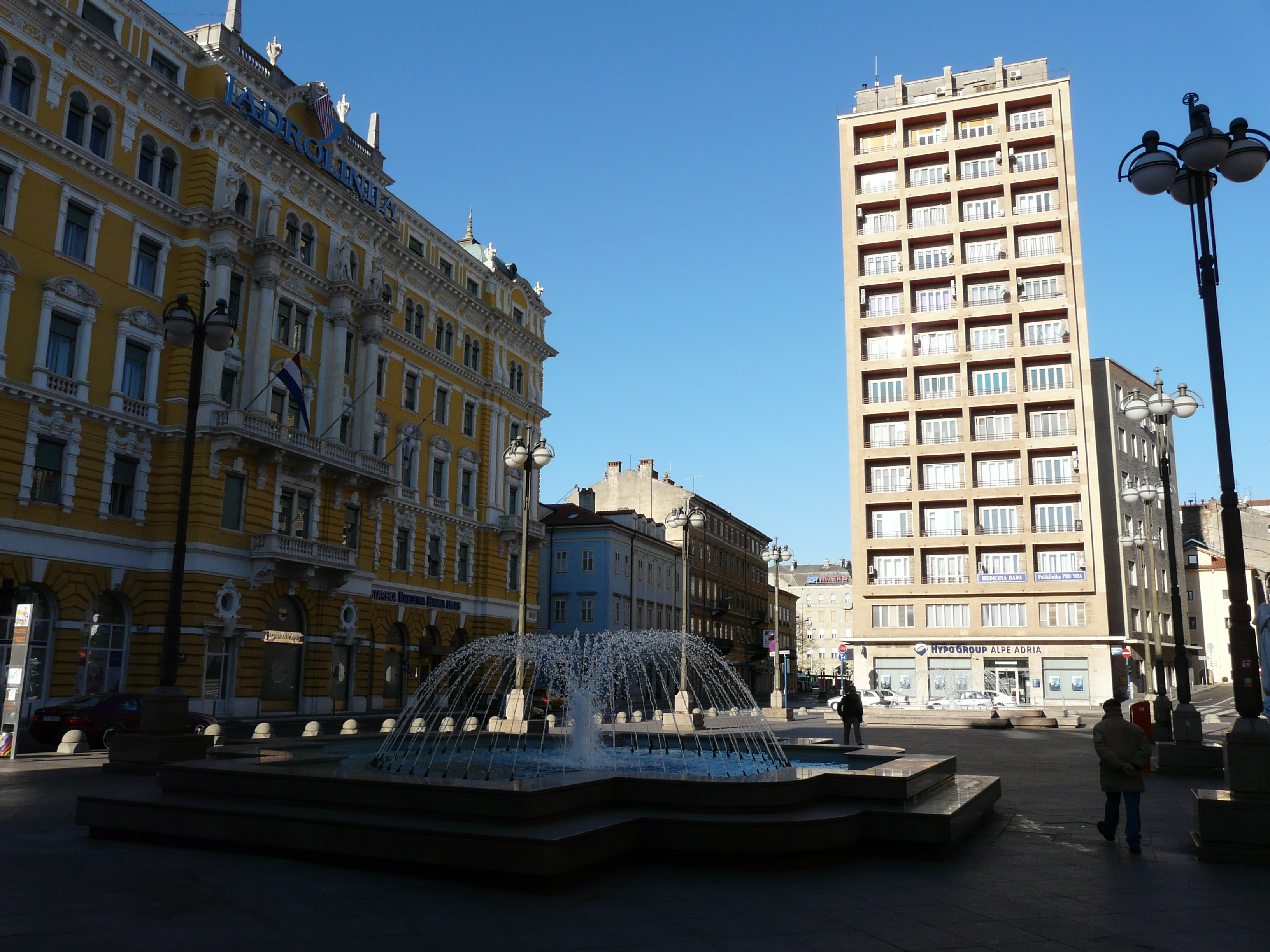
Вид на здание с Ядранской площади. Слева Дворец Адриа (здание «Ядролинии»).

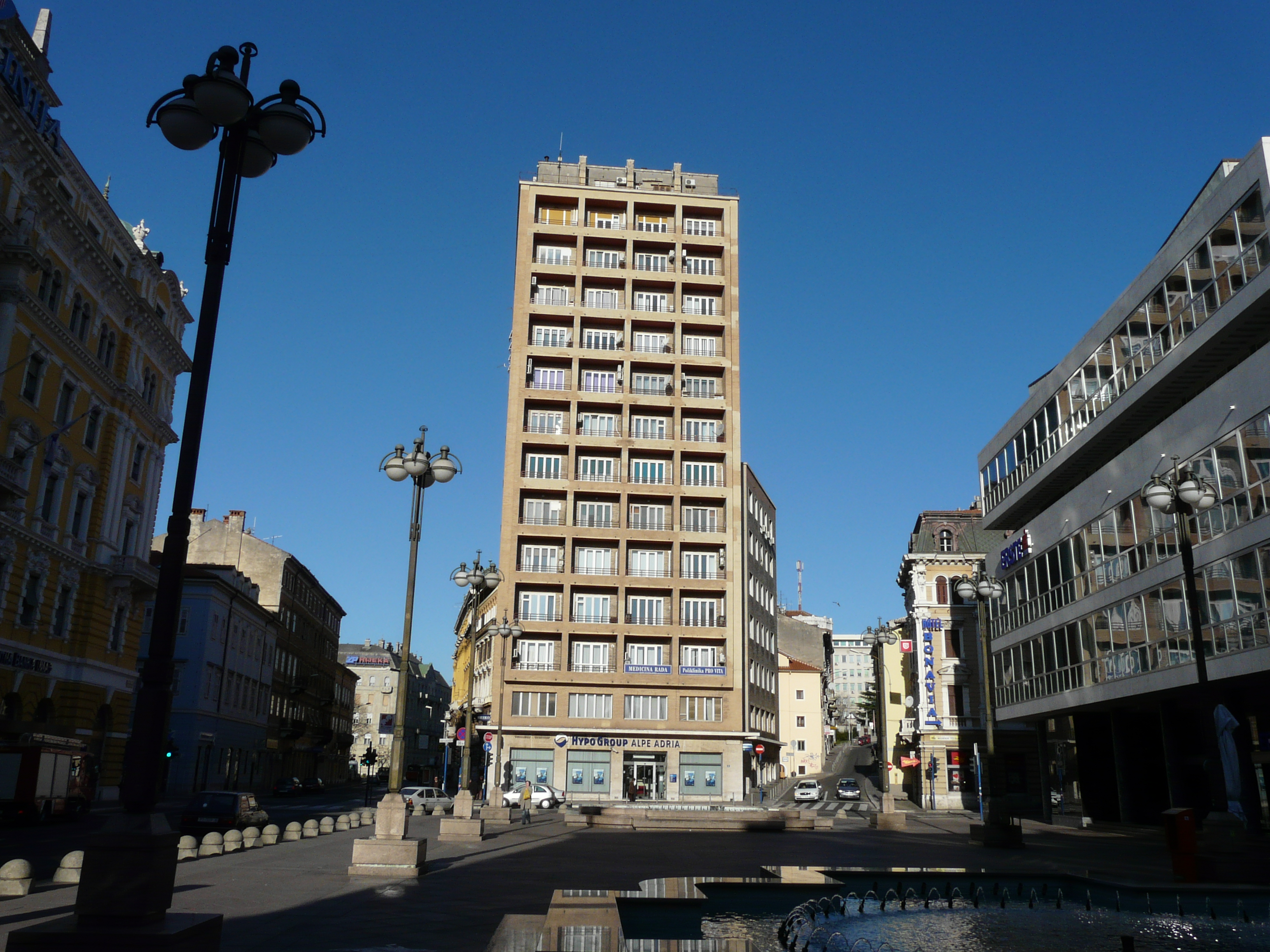
Ядранская площадь и Небоскрёб 17 февраля 2008 года.

## Строительство
Небоскрёб начали строить в 1939 году в западной части площади Королевы Елены по проекту сделанному самым плодовитым и известным архитектором Риеки Умберто Нордио (1891-1971). Его строили на месте двух снесённых домов, но часть этого места была отдана для увеличения площади Королевы Елены, что позволило решеить проблему с движением транспорта на площади.
Инвестором по одним источникам был Марко Арболи, а по другим Энрико Арболи. Энрико Арболи был вернувшимся в Риеку эмигрантом, которые ранее выехал в США и разбогател в период Сухого закона. По городу распространился слух, что деньги, вложенные в строительство небоскреба были заработаны его отцом ди Арболи, который работал в качестве бухгалтера у Аль Капоне. Поэтому на момент строительства небоскрёб получил название «Дворец Арбори». Застройщик хотел возвести жилое и коммерческое здание со своей инфраструктурой согласно американских стандартов и полагал, что инвестиции в жилую и коммерческую "башню" принесут ему хорошую прибыль.
Разработка проекта была поручена архитектору Триеста Умберто Нордио, который являлся архитектором университета Триеста. Он начал проектировать Небоскрёб благодаря личной инициативе инвесторов, семьи Арбори, и, вероятно потому, что уже не один подобный объект реализовал в Триесте. Например, он является автором дома casa Opiglia-Cernitz, второе название Casa alta вдоль Corso Italia в Largo Riborgo (Триест), который построили в 1935-1937 годах. Нордио разработал современный дом, следуя основным положениям современного искусства. Первые шесть этажей были отданы под предприятия и учреждения, а верхние восемь - под жилье для богатых горожан.
1 апреля 1942 года завершено строительство Местного небоскрёба «Дворец Арбори» на площади Королевы Елены, которая вскоре после освобождения Риеки в 1945 году переименовали в Ядранскую (Адриатическую) площадь. Ди Арбори так и не получил возврат на свои инвестиции, потому что в период войны он был вынужден спасать свою жизнь и покинул город. Однако, он оставил городу Риека её первый небоскреб.

## Описание здания
Башня является знаковым и одним из самых важных зданий в городе Риека и построена в стиле итальянского модернизма. В соответствии с американскими стандартами под землёй созданы убежище (похоже, что бомбоубежище), бойлерная и складские помещения. Приземная зона (нулевой этаж) была предназначена в аренду торговому центру из Милана, мезонин для его офиса, в то время как другие этажи были предназначены для квартир. Апартаменты имеют большую площадь, кухню со встроенными шкафами. Шестой этаж считался элитным (например, в одну квартиру было два входа). Крыша общая — для стирки и сушки белья. Высота здания 53 метра. Всего в здании двенадцать этажей для жилых квартир, а также мезонин и нулевой этаж (в СССЗ нулевой этаж назывался первым этажом), то есть 14 этажей над землёй, не считая подземных помещений.  Стены первого этажа построен из камня, в то время как остальная верхняя часть здания построена из пастельно-жёлтого кирпича. Главный вход расположен на южной стороне здания. Позднее в здании появились фрески работы Карло Сбисса.
Позднее первые шесть этажей служили в качестве офисов и бизнес-помещений, а остальные восемь этажей были жилыми апартаментами. По состоянию на начало XXI века, 2000-е года, в здании расположился отель «Riječki neboder».
Структура и расположение здания были строго определены из расчёта предыдущих подобных построек, что позволило затем гармоничное добавление высотных вертикалей в центре Риеки. Движение по Ядранской площади было задумано по образцу площади Обердан в Триесте.
«Дворец Арбори» или Небоскрёб Риеки имеет эффективное пространственное решение и простой дизайн, сочетающийся с монументальным фасадом из кирпича. Считается одним из самых значительных произведений архитектуры того времени в Хорватии.